# Abilouon
Abilouon – (altgriechisch Ἀβίλουον; lateinisch Abiluum) – ist ein Ortsname, der in der Geographia des Claudius Ptolemaios als einer der in der südlichen Germania magna und entlang der Donau liegenden Orte (πόλεις) mit 35° 20' Länge (ptolemäische Längengrade) und 47° 20' bzw. 47° 40' Breite angegeben wird. Abilouon liegt damit nach Ptolemaios an der Donau zwischen Ouebion und Phourgisatis. Wegen des Alters der Quelle kann eine Existenz des Ortes um 150 nach Christus angenommen werden.
Bislang konnte der Ort nicht sicher lokalisiert werden. Ein interdisziplinäres Forscherteam um Andreas Kleineberg, das die Angaben von Ptolemaios neu untersuchte, lokalisiert Abilouon anhand der transformierten antiken Koordinaten  an der Aist und beim heutigen Freistadt im Unteren Mühlviertel in Oberösterreich.